# Monika Sarp
Monika Sarp (...) è una modella tedesca, vincitrice del titolo di Miss Europa 1972.
Monika Sarp fu incoronata Miss Europa 1972 il 21 giugno 1972 presso Estoril, in Portogallo, dove la rappresentante della Germania vinse sulle altre ventitré concorrenti.